# 吴忠耘
吴忠耘（1958年—），籍贯四川德阳，中华人民共和国政治人物。
曾任成都市青白江区政府区长助理，成都市委政策研究室副主任，成都市经济体制改革委员会主任、成都市金融工作办公室主任。后升任成都投资控股集团董事长，2014年1月，因涉嫌违法，被免职。